# Laubensteinalm
Die Laubensteinalm ist eine Alm im Ortsteil Hohenaschau der Gemeinde Aschau im Chiemgau.
Zwei Kaser der Laubensteinalm stehen unter Denkmalschutz und sind unter der Nummer D-1-87-114-126 in die Bayerische Denkmalliste eingetragen.

## Baubeschreibung
Der Falterkaser ist ein eingeschossiger Flachsatteldachbau in Blockbauweise, der mit dem Jahr 1781 bezeichnet ist.
Die Piedlhütte ist ebenfalls ein eingeschossiger Flachsatteldachbau mit Bruchsteinmauerwerk, der 1668 errichtet wurde. Das Dach der Piedlhütte wurde erneuert.
Weitere Gebäude auf der Alm sind ein Jagdhaus, der Lenzkaser und der Marchlkaser.

## Heutige Nutzung
Die Laubensteinalm wird landwirtschaftlich genutzt und ist von Mai bis September bewirtet.

## Lage
Die Laubensteinalm befindet sich unterhalb des Laubensteins auf einer Höhe von 1300 m ü. NN. Westlich der Alm befinden sich Schlüsselloch- und Spielberghöhle. In der Schlüssellochhöhle wurde 1933 ein Bärenskelett gefunden, das im Museum in Frasdorf ausgestellt ist.